# مارین پوشل
مارین پوشل (آلمانی: Karin Püschel؛ زادهٔ ۸ ژانویهٔ ۱۹۵۸) بازیکن والیبال اهل آلمان بود.